# オランダ国民社会主義運動
オランダ国民社会主義運動（オランダこくみんしゃかいしゅぎうんどう、オランダ語: Nationaal-Socialistische Beweging in Nederland 、略称: NSB）は、かつて存在したオランダのファシズム政党。のちにナチズムに方針転換した。1930年代に議会で急速に勢力を伸ばし、第二次世界大戦中にはドイツ占領下のオランダにおける唯一の合法的政党となった。1945年のドイツ敗戦により解党。

## 党歴
1929年、アメリカを端とした世界恐慌はオランダにも押し寄せ、経済に深刻な打撃を与えた。これを受け、国内では極右政党が活発化し始めた。そうした中で、1931年12月14日、NSBはアントン・ミュッセルト、コルネリス・ファン・ヘールカーケンらによってユトレヒトにて結成された。イデオロギーとしてはファシズム、ナチズムの影響を受けているが、設立当初は反ユダヤ主義ではなく、ナチスに急接近した1936年まではユダヤ人の党員もいた。
1933年、州議会にて初の公開討論を開催し、党員600名が参加した。これにより党の知名度は格段に向上した。同年、政府はNSBへの公務員の入党を禁止した。
党首ミュッセルトの実用主義的思想とカリスマ的イメージ、党員の高い結束力、そして暴力革命ではなく合法的民主主義による政治改革を目指したマニフェストは不況にあえぐ民衆から大きな支持を受け、ほかの極右政党との連立やNSBの更なる躍進をもたらした。35年には州選挙に出馬し、8パーセントの得票で第一院の2議席を獲得。
しかし、NS党の支援によるミュッセルトのリーダーシップに疑問を抱いた党幹部の一人メイノート・ロスト・ファン・トーンニンヘンが党の反ユダヤ主義を公表するようになると、一変して風向きは変わった。
NSBは他の政党や労働組合、教会などから大きな批判を受け、37年総選挙での得票は35年の半分の4％、第二院で4議席を獲得したに過ぎなかった。一方第一院では5議席を獲得し、議会の議事手続きや法案の可決にわずかながら影響を及ぼす事が出来るようになった。マニフェストにおいて暴力革命を否定したにも拘らず、NSB議員は議会においてしばしば暴力や暴言に出る事があった。だが、39年の州選挙においてNSBはさらに4％の得票を得た。
1945年のドイツ敗戦後、党員のほとんどが逮捕されたが、うち有罪判決となったのはミュッセルトを含む数名だけだった。ミュッセルトは翌年死刑が執行され、以降同様の極右政党が生まれることは無かった。